# Lúcia Flecha de Lima
Lúcia Flecha de Lima (Belo Horizonte, 1941 – Brasília, 2 de abril de 2017) foi uma embaixatriz brasileira. 
Morreu, aos 76 anos, vítima de um câncer de útero, contra o qual lutava há um ano. Era casada com o diplomata brasileiro Paulo Tarso Flecha de Lima. Foi secretária de Turismo do Distrito Federal e presidente da presidente da Casa do Candango, uma sociedade beneficente que cuida de 300 crianças carentes, e do Lar São José, um abrigo de idosos na capital. Nos anos 1990, Lúcia foi notória por sua relação íntima de amizade com Lady Di.